# Green Ridge
Green Ridge és una població dels Estats Units a l'estat de Missouri. Segons el cens del 2000 tenia 445 habitants.

## Demografia
Segons el cens del 2000, Green Ridge tenia 445 habitants, 168 habitatges, i 118 famílies. La densitat de població era de 390,5 habitants per km².
Dels 168 habitatges en un 37,5% hi vivien nens de menys de 18 anys, en un 56,5% hi vivien parelles casades, en un 10,1% dones solteres, i en un 29,2% no eren unitats familiars. En el 24,4% dels habitatges hi vivien persones soles el 14,9% de les quals corresponia a persones de 65 anys o més que vivien soles. El nombre mitjà de persones vivint en cada habitatge era de 2,65 i el nombre mitjà de persones que vivien en cada família era de 3,22.
Per edats la població es repartia de la següent manera: un 29,2% tenia menys de 18 anys, un 7% entre 18 i 24, un 31% entre 25 i 44, un 20,7% de 45 a 60 i un 12,1% 65 anys o més.
L'edat mediana era de 34 anys. Per cada 100 dones de 18 o més anys hi havia 95,7 homes.
La renda mediana per habitatge era de 36.750 $ i la renda mediana per família de 44.000 $. Els homes tenien una renda mediana de 31.250 $ mentre que les dones 20.313 $. La renda per capita de la població era de 14.942 $. Entorn del 6,1% de les famílies i el 10,7% de la població estaven per davall del llindar de pobresa.

## Poblacions més properes
El següent diagrama mostra les poblacions més properes.